# Sengerich
Sengerich ist eine Ortsgemeinde im Eifelkreis Bitburg-Prüm in Rheinland-Pfalz. Sie gehört der Verbandsgemeinde Arzfeld an.

## Geographie
Der Ort liegt in der westlichen Eifel, nur wenige Kilometer östlich der Grenze zum Großherzogtum Luxemburg. Zu Sengerich gehört auch der Wohnplatz Herrig.
Das Gemeindegebiet wird zu 57,2 % landwirtschaftlich genutzt, 38,4 % sind von Wald bestanden (Stand: 2020).
Nachbargemeinden sind Herzfeld und Leidenborn im Norden, Üttfeld im Osten, Reiff im Süden sowie Eschfeld im Westen.

## Geschichte
Der Ort wurde erst Ende des 15. Jahrhunderts erstmals urkundlich erwähnt.
Bis zum Ende des 18. Jahrhunderts gehörte Sengerich zur Meierei Binscheid in der luxemburgischen Herrschaft Dasburg.
Nach der Inbesitznahme der Österreichischen Niederlande (1794), zu denen das Herzogtum Luxemburg gehörte, und deren Annexion im Oktober 1795 wurde Sengerich Teil der Französischen Republik (bis 1804) und anschließend des Französischen Kaiserreichs. Durch die Übernahme der französischen Verwaltungsstrukturen (1795) gehörte das Dorf nachfolgend zur Mairie Eschfeld im Kanton Arzfeld, der verwaltungsmäßig dem Arrondissement Bitburg im Departement der Wälder zugeordnet war.
Nach der Niederlage Napoleons wurde 1815 aufgrund der Beschlüsse auf dem Wiener Kongress das vormals luxemburgische Gebiet östlich der Sauer und der Our dem Königreich Preußen zugeordnet. Unter der preußischen Verwaltung gehörte Sengerich von 1816 an zur Bürgermeisterei Eschfeld im neu errichteten Kreis Prüm im Regierungsbezirk Trier, der ab 1822 zur preußischen Rheinprovinz gehörte.
Im Jahr 1857 wurde in Sengerich ein Tonkrug mit 57 goldenen, etwa 700 silbernen Münzen und 70 Heller gefunden, die dem Ende des 16. Jahrhunderts angehörten.
Als Folge des Ersten Weltkriegs war die gesamte Region dem französischen Abschnitt der Alliierten Rheinlandbesetzung zugeordnet. Die Bürgermeisterei Eschfeld wurde 1927 in Amt umbenannt und ging 1936 im Amt Daleiden-Leidenborn auf. Nach dem Zweiten Weltkrieg wurde der Ort innerhalb der französischen Besatzungszone Teil des damals neu gebildeten Landes Rheinland-Pfalz. Mit dem „8. Landesgesetz über die Verwaltungsvereinfachung im Lande Rheinland-Pfalz“ wurden die Ämter Daleiden-Leidenborn (mit Sengerich) und Waxweiler am 7. November 1970 zur heutigen Verbandsgemeinde Arzfeld fusioniert.
Bevölkerungsentwicklung
Die Entwicklung der Einwohnerzahl von Sengerich, die Werte von 1871 bis 1987 beruhen auf Volkszählungen:
| Jahr | Einwohner |
| ---- | --------- |
| 1815 | 18        |
| 1835 | 26        |
| 1871 | 33        |
| 1905 | 38        |
| 1939 | 42        |
| 1950 | 33        |
| 1961 | 27        |

| Jahr | Einwohner |
| ---- | --------- |
| 1970 | 36        |
| 1987 | 28        |
| 1997 | 17        |
| 2005 | 20        |
| 2011 | 21        |
| 2017 | 20        |
| 2023 | 28        |

## Politik

### Ortsbürgermeister
Dorothea Smolarek wurde 2024 Ortsbürgermeisterin von Sengerich.
Der Vorgänger war Rudolf Heck von 2004 bis 2024.

### Wappen
| Wappen von Sengerich | Blasonierung: „Über grünem Dreiberg von Rot und Silber (Weiß) schräg geteilt, vorn ein blauer, mit Goldmünzen gefüllter Henkelkrug, hinten ein schrägliegendes silbernes (weißes) Schwert.“ |
| Wappen von Sengerich | Wappenbegründung: Rot und Silber sind die Farben der Grafen von Vianden, denen seit dem 14. Jahrhundert die luxemburgischen Herrschaft Dasburg und damit Olmscheid gehörte. Der Dreiberg symbolisiert die Höhenrückenlage der Gemeinde. Der Krug erinnert an einen Goldfund, der 1857 beim Bestellen eines Ackers entdeckt wurde. Das Schwert symbolisiert die Sengericher Kapelle, dessen Schutzpatron der heilige Donatus ist. Das von Christian Credner in Zusammenarbeit mit Sengericher Bürgern entworfene Wappen wurde am 21. Dezember 2011 durch die Kommunalaufsicht des Eifelkreises Bitburg-Prüm genehmigt. |

## Sehenswertes
Zu den Sehenswürdigkeiten in Sengerich gehört eine Kapelle sowie eine alte Burgruine.

## Verkehr
Die Landesstraße 14 durchquert den Ort und verbindet ihn unter anderem mit Reiff im Süden.